# One Nite Alone … Live!
One Nite Alone… Live! ist das erste Livealbum des US-amerikanischen Musikers Prince. Er veröffentlichte es am 24. November 2002 über seine damalige Website, weil er im Zeitraum von 2001 bis 2004 bei keinem Tonträgerunternehmen unter Vertrag stand und mit Hilfe dieser Website seinen Musikvertrieb selbst durchführte. Das Livealbum erschien als Doppel-CD und war damals nur in Kombination mit der Live-CD One Nite Alone… The Aftershow: It Ain’t Over! in einem Boxset erhältlich. Am 17. Dezember 2002 gelangte das Boxset bei seinem eigenen Musiklabel Label NPG Records auch in den freien Verkauf.
Die drei CDs nahm Prince mit seiner Begleitband The New Power Generation auf; die Doppel-CD One Nite Alone… Live! ist ein Zusammenschnitt von Konzerten des US-amerikanischen Teils seiner One-Nite-Alone-Tour vom März und April 2002. Die einzelne CD One Nite Alone… The Aftershow: It Ain’t Over! ist eine Zusammenstellung von Songs, die er bei Aftershows nach den Hauptkonzerten spielte.
Die Musik der Alben zählt zu den Genres Contemporary R&B, Funk, Jazz, Pop und Rock. Als Gastmusiker wirken Candy Dulfer, George Clinton, Maceo Parker, Musiq Soulchild und Najee mit. Außerdem sind Larry Graham, Questlove und Sheila E. auf den Alben zu hören, die Prince in den Liner Notes aber nicht erwähnte.
Das Interesse der Massenmedien an dem Boxset war im Jahr 2002 gering und Prince veranstaltete auch keine nennenswerte Musikpromotion; es konnte sich in den internationalen Musikcharts nicht platzieren. Musikkritiker bewerteten die Alben überwiegend positiv, wobei One Nite Alone… Live! meist besser als One Nite Alone… The Aftershow: It Ain’t Over! beurteilt wurde.
Am 29. Mai 2020 veröffentlichte The Prince Estate („Der Prince-Nachlass“) die drei CDs erstmals auf LPs. Zudem erschien das 4-CD-Boxset Up All Nite with Prince: The One Nite Alone Collection, das beide Livealben sowie die CD One Nite Alone… enthält. Zusätzlich ist die DVD Live at the Aladdin Las Vegas beigefügt. Sowohl One Nite Alone… Live! als auch das 4-CD-Boxset konnte sich in den internationalen Hitparaden platzieren.

## Entstehung

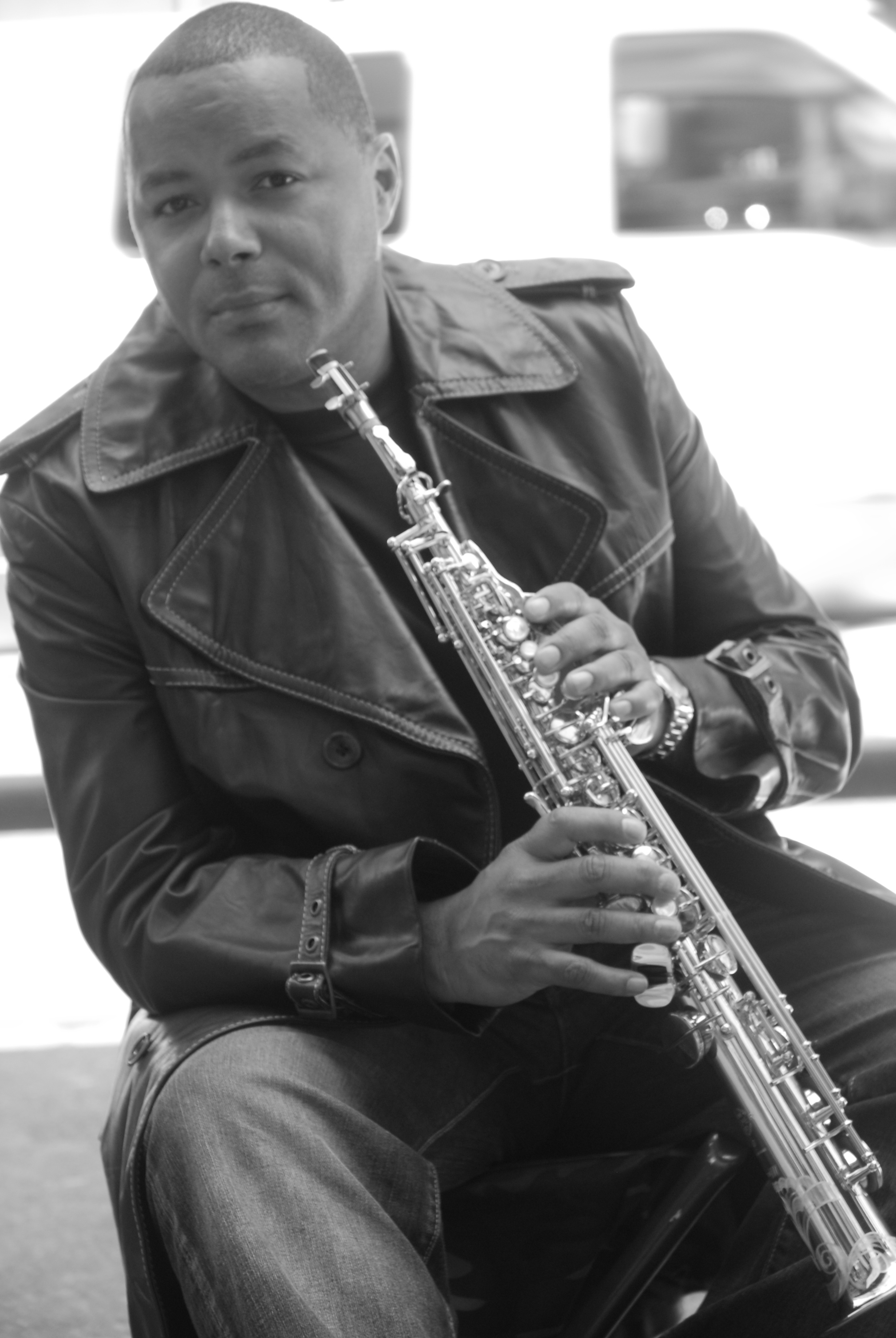
Saxofonist Najee, 2007

### One-Nite-Alone-Tour 2002
Die One-Nite-Alone-Tour begann am 1. März 2002 im Saginaw Civic Center in Saginaw in Michigan und endete am 29. November 2002 im Nagoya Kokusai Kaigijō in Nagoya. Die Tournee führte durch USA (26 Konzerte), Kanada (9), Europa (20) und Japan (9), umfasste insgesamt 64 Konzerte, wurde von über 260.000 Zuschauern besucht und spielte zirka 20 Millionen US-Dollar (damals ungefähr 20,1 Millionen Euro) ein. Die Konzertlänge variierte zwischen 120 und 170 Minuten, weil Prince jedes Konzert mit einer eigenen Setlist individuell gestaltete. Seine Begleitband The New Power Generation bestand aus den folgenden Mitgliedern:
- Greg Boyer – Posaune
- John Blackwell (* 9. September 1973; † 4. Juli 2017) – Schlagzeug
- Maceo Parker – Backing Vocals, Saxophon
- Renato Neto – Keyboard
- Rhonda Smith – Backing Vocals, E-Bass
- Najee (gastierte im März und April bei insgesamt sechs Konzerten):  – Flöte, Saxophon
- Candy Dulfer (gastierte vom 12. April bis 30. April und vom 3. Oktober bis 2. November):  – Backing Vocals, Saxophon
- Eric Leeds (gastierte im Mai, Juni, Oktober und November bei insgesamt 15 Konzerten):  – Flöte, Saxophon
- DJ Dudley D. (gastierte vom 8. Oktober bis 29. November 2002):  – DJ

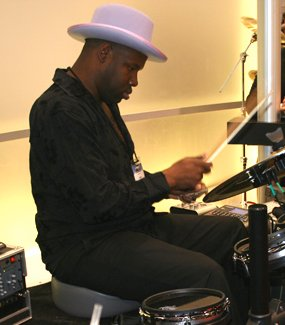
Schlagzeuger John Blackwell, 2009

Die One-Nite-Alone-Tour wurde von Prince als „stripped-down“ („vereinfacht“) beworben, ohne „Pyrotechnik und Choreografien“. Saxofonist Najee sagte nach Prince’ Tod: „Einmal kam George Clinton vorbei [10. April 2002] und witzelte: ‘Ich kann hier nicht bleiben, hier gibt’s ja keine Frauen, kein Garnichts!’“ Zudem verzichtete Prince oftmals auf seine bekanntesten Hits wie beispielsweise 1999, Purple Rain und Kiss; er präsentierte eine Reihe von Songs, die er zuvor bei seinen Livekonzerten selten oder noch nie gespielt hatte. Musikkritiker zeigten sich davon begeistert, beispielsweise schrieb die US-Tageszeitung Star Tribune, Prince habe zu seiner alten Form zurückgefunden und starte neu durch. Außerdem waren Kritiker der Meinung, seine damalige Besetzung von The New Power Generation sei eine der besten, die er jemals gehabt habe.
Registrierte Mitglieder von Prince’ damaliger Website NPG Music Club.com bekamen bei der One-Nite-Alone-Tour Plätze in den vordersten Reihen und erhielten Zutritt zu den Soundchecks, die er vor Beginn der Hauptkonzerte absolvierte. Während dieser Soundchecks zeigte sich Prince sehr kommunikativ und unterhielt sich mit den Fans.
Das Doppelalbum One Nite Alone… Live! nahm Prince mit The New Power Generation auf, die er seit Love Symbol aus dem Jahr 1992 erstmals wieder als Begleitband auf einem Album erwähnt. Die Tracklist besteht aus einem Zusammenschnitt des US-amerikanischen Teil der One-Nite-Alone-Tour vom 1. März bis zum 30. April 2002. Prince absolvierte insgesamt 26 Konzerte und wählte davon neun aus acht verschiedenen Städten für das Doppelalbum aus. Bei zwei von diesen Konzerten traten Gastmusiker auf, deren Auftritte er auf One Nite Alone… Live! aber nicht veröffentlichte; am 31. März 2002 waren Carlos Santana und Larry Graham im Warner Theatre in Washington, D.C. als Gäste dabei, aber Prince platzierte nur den Eröffnungssong Rainbow Children, auf dem die beiden Musiker nicht mitwirkten. Sheila E. war am 20. April 2002 im Kodak Theatre in Los Angeles als Gastmusikerin anwesend, aber ihr Auftritt ist auf One Nite Alone… Live! ebenfalls nicht zu hören. Zudem trat sie noch bei drei weiteren Konzerten auf und Graham bei vier, aber diese Konzerte sind auf dem Album nicht vorhanden.
Als einzigen zuvor unveröffentlichten Song spielte Prince auf der Tournee regelmäßig das Stück Xenophobia, das nur in der Liveversion von ihm veröffentlicht wurde. Er nahm den Song im Herbst 2001 in seinem Paisley Park Studio auf und Candy Dulfer spielte im Dezember 2001 Saxofon-Overdubs ein. Ursprünglich hatte Prince den Song als Titelstück eines gleichnamigen Albums geplant, strich dann aber Xenophobia von der Tracklist und veröffentlichte stattdessen im Januar 2003 sein 26. Studioalbum mit Namen Xpectation. Im Liedtext von Xenophobia (deutsch: Fremdenfeindlichkeit) macht Prince Anspielungen auf erhöhte Kontrollen auf Flugplätzen, resultierend aus den Terroranschlägen am 11. September 2001. Die Musik ist vom Genre Jazz beeinflusst.

### Aftershows 2002

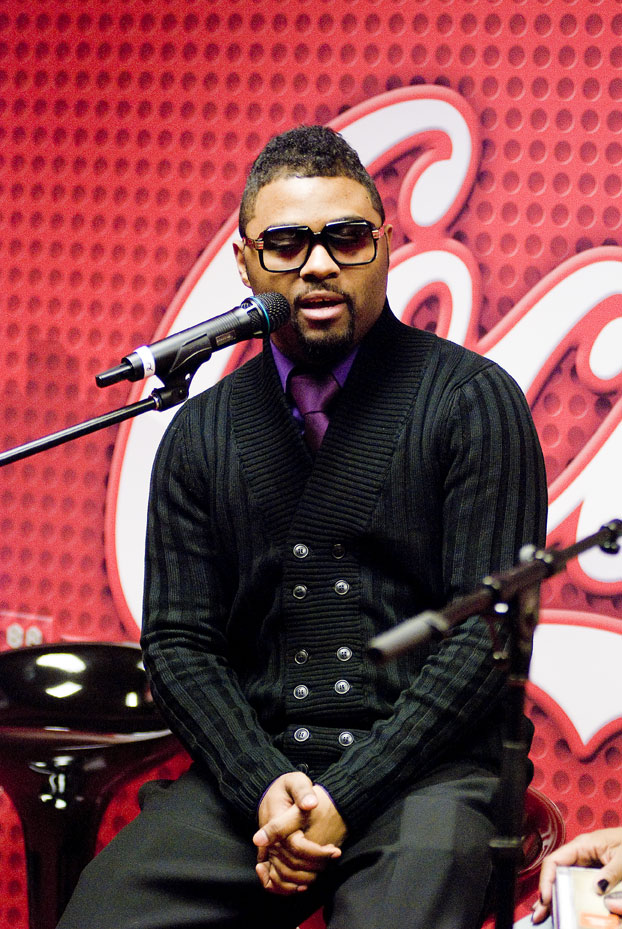
Sänger Musiq Soulchild, 2009

Ab dem Jahr 1986 spielte Prince nach seinen Hauptkonzerten gelegentlich eine Aftershow, also ein weiteres Konzert nach Mitternacht. Seine Aftershows fanden in kleineren Musikclubs vor meist 300 bis 1.500 Zuschauern statt und Prince verzichtete auf die aufwendigen Bühnenshows, Choreografien und Lightshows seiner Hauptkonzerte. Zudem gestaltete er die Songauswahl anders und verzichtete oftmals auf seine Top-Ten-Hits. Höhepunkte mancher Aftershows waren Gastauftritte bekannter Musiker.
Im Jahr 2002 spielte Prince bei 15 der 64 One-Nite-Alone-Konzerte eine Aftershow, davon acht in den USA, zwei in Kanada und fünf in Europa. Bei insgesamt sechs Aftershows wirkten Gastmusiker mit; fünf davon fanden in den USA statt und eine mit Sheila E. am 3. November 2002 im Nighttown in Rotterdam.
One Nite Alone… The Aftershow: It Ain’t Over! ist eine Zusammenstellung aus vier der acht US-Aftershows. Die Live-CD setzt sich aus Songs vom 10. April, 20. April, 21. April und 1. Mai 2002 zusammen. Als musikalische Gäste traten am 10. April 2002 im Nachtclub The World (WWF) in New York City Alicia Keys, Candy Dulfer, Doug E. Fresh, George Clinton, Larry Graham, Musiq Soulchild und Questlove auf. Für One Nite Alone… The Aftershow: It Ain’t Over! wählte Prince aber nur die Auftritte von Clinton und Musiq Soulchild aus, wobei Musiq Soulchild von Questlove am Schlagzeug begleitet wird, was Prince in den Liner Notes jedoch nicht erwähnt. Larry Graham und Sheila E. wirkten auch bei den Aftershows am 20. April im The Highlands Hollywood in Hollywood in Kalifornien und am 21. April im House of Blues in Los Angeles als Gastmusiker mit, werden aber in den Liner Notes ebenfalls nicht genannt.
Ferner war Graham auch am 8. März 2002 im The Tralf in Buffalo in New York Gastmusiker bei Prince, und Buddy Miles sowie Erykah Badu am 17. April 2002 im The Red Jacket in Dallas in Texas.

## Gestaltung des Covers
Die drei CDs erschienen in einem Boxset im Format 15,7 cm × 31 cm, die Tiefe beträgt 3,5 cm. Auf der Vorderseite des Boxsets ist ein Porträtfoto von Prince zu sehen, das ihn mit gefalteten Händen zeigt. An seinem rechten Ringfinger ist ein goldfarbener Ring zu sehen. Sein Blick ist frontal zur Kamera gerichtet und er trägt einen schwarzen Hut, dazu ein graues Hemd mit schwarzem Stehkragen und Ärmeln. Der Hintergrund ist ebenfalls schwarz. Auf der Rückseite des Boxsets ist die Tracklist der drei CDs in weißer Schriftfarbe auf schwarzem Hintergrund abgedruckt, wobei die Live-CD One Nite Alone… The Aftershow: It Ain’t Over! als „Bonus Disc“ bezeichnet wird.
Die beiden CDs von One Nite Alone… Live! sind zusammen in einem Jewelcase verpackt. Das Booklet besteht aus zwölf Seiten. Das Porträtfoto auf dem Frontcover des Booklets ist identisch mit dem auf der Vorderseite des Boxsets. Im Booklet und auf dessen Rückseite ist die Tracklist der zwei CDs abgedruckt, zudem sind Fotos von Prince und den Bandmitgliedern der The New Power Generation abgebildet.
Die CD One Nite Alone… The Aftershow: It Ain’t Over! steckt in einem separaten Jewelcase. Das vierseitige Booklet zeigt abermals Fotos von Prince und seinen Bandmitgliedern. Die Tracklist ist auf der Rückseite der CD abgedruckt.
Zudem enthält das Boxset ein 56-seitiges Booklet im Format 14 cm × 28 cm, das von Designer Sam Jennings entworfen wurde. Er gestaltete für Prince in den Jahren 1998 bis 2007 verschiedene Websites und Albencover, wie beispielsweise für Musicology (2004), 3121 (2006) und Planet Earth (2007).
Die Fotos des 56-seitigen Booklets stammen von Afshin Shahidi (* 1969) und Inam, vermutlich ein Pseudonym von Prince’ damaliger Ehefrau Manuela Testolini (* 1976). Im Booklet sind Fans zu sehen, wie sie vor einem Prince-Konzert der One-Nite-Alone-Tour Schlange stehen. Außerdem sind lobende Zitate von Fans sowie ausschließlich positive Rezensionen von Zeitungen über die One-Nite-Alone-Tour zu lesen, die von Fotos von Prince und seinen Bandmitgliedern dekoriert sind. Zudem sind persönliche Worte von The New Power Generation über Prince und über ihren jeweiligen One-Nite-Alone-Tour-Höhepunkt zu lesen. Prince’ eigene Worte sind dagegen allgemein gehalten. Ferner ist im Booklet auch ein Foto von Larry Graham zu sehen.

## The WNPG Origin Playlist (xcerpt)
Außerdem veröffentlichte Prince in dem 56-seitigen Booklet eine Liste namens „The WNPG Origin Playlist (xcerpt)“ („Die WNPG Quelle der Titelliste (Auszug)“). Diese Liste enthält 55 Songs, die offenbar zu seinen Favoriten gehörten und von denen man annehmen kann, dass er von ihnen musikalisch beeinflusst wurde. Prince weicht bei sieben Titelnamen von der Schreibweise der jeweiligen Originale ab, zudem gibt er bei zwei Songs Interpreten an, die im Original nicht angegeben sind.

| Sing a Simple Song                         | Sly & the Family Stone        | 1968 |                                                         |
| Like a Rolling Stone                       | Bob Dylan / Jimi Hendrix      | 1965 |                                                         |
| La-La (Means I Love You)                   | The Delfonics                 | 1968 | Titelname lt. Booklet: La, La, La, Means Eye Love U     |
| Someday We’ll All Be Free                  | Donny Hathaway                | 1973 |                                                         |
| Betcha by Golly, Wow                       | The Stylistics                | 1972 |                                                         |
| Young, Gifted and Black                    | Aretha Franklin               | 1972 |                                                         |
| The Jam                                    | Graham Central Station        | 1975 |                                                         |
| You’ve Got a Friend                        | James Taylor                  | 1971 | 1971 von Carole King geschrieben                        |
| Just My Imagination (Running Away with Me) | The Temptations               | 1971 | Titelname lt. Booklet: Just My Imagination              |
| Pass the Peas                              | The J. B.’s                   | 1972 |                                                         |
| Higher                                     | Sly & the Family Stone        | 1967 |                                                         |
| Mighty, Mighty                             | Earth, Wind and Fire          | 1974 |                                                         |
| Fight the Power                            | Public Enemy                  | 1989 |                                                         |
| A Day in the Life                          | The Beatles                   | 1967 |                                                         |
| Atomic Dog                                 | George Clinton                | 1982 |                                                         |
| Bustin’ Loose                              | Chuck Brown                   | 1979 |                                                         |
| Superstition                               | Stevie Wonder                 | 1972 |                                                         |
| So What                                    | Miles Davis                   | 1959 |                                                         |
| Birdland                                   | Joe Zawinul                   | 1977 |                                                         |
| Lullaby                                    | George Gershwin               | 1919 |                                                         |
| Something                                  | The Beatles                   | 1969 | Interpret lt. Booklet: George Harrison                  |
| Hair                                       | Graham Central Station        | 1974 |                                                         |
| Do Right Woman, Do Right Man               | Aretha Franklin               | 1967 | Titelname lt. Booklet: Do Right Woman                   |
| Make Sure You’re Sure                      | Stevie Wonder                 | 1991 |                                                         |
| What’s Going On                            | Marvin Gaye                   | 1971 |                                                         |
| Georgia on My Mind                         | Ray Charles                   | 1960 | 1930 von Hoagy Carmichael geschrieben                   |
| A Case of You                              | Joni Mitchell                 | 1971 |                                                         |
| Living for the City                        | Stevie Wonder                 | 1973 |                                                         |
| Black Dog                                  | Led Zeppelin                  | 1971 |                                                         |
| Flirt                                      | Cameo                         | 1982 |                                                         |
| In Time                                    | Sly & the Family Stone        | 1973 | Interpret lt. Booklet: Sly Stone                        |
| Family Name                                | Prince                        | 2001 |                                                         |
| The Walk                                   | The Time                      | 1982 | 1982 von Prince geschrieben                             |
| Fencewalk                                  | Mandrill                      | 1973 |                                                         |
| Red Baron                                  | Billy Cobham                  | 1973 |                                                         |
| Killer Joe                                 | Quincy Jones                  | 1969 | 1960 von Benny Golson geschrieben                       |
| Alabama                                    | John Coltrane                 | 1963 |                                                         |
| Cold Sweat                                 | James Brown                   | 1967 |                                                         |
| ’Round Midnight                            | Miles Davis                   | 1957 | 1944 von Thelonious Monk geschrieben                    |
| Red Clay                                   | Freddie Hubbard               | 1970 |                                                         |
| Do That Stuff                              | Parliament                    | 1976 |                                                         |
| Sir Duke                                   | Stevie Wonder                 | 1976 |                                                         |
| Let’s Get It On                            | Marvin Gaye                   | 1973 |                                                         |
| Knock on Wood                              | Eddie Floyd                   | 1966 |                                                         |
| Send One Your Love                         | Stevie Wonder                 | 1979 |                                                         |
| I Want to Be Free                          | Ohio Players                  | 1974 | Titelname lt. Booklet: I Wanna Be Free                  |
| Oops Up Side Your Head                     | The GAP Band                  | 1979 |                                                         |
| Lillie                                     | Joe Zawinul / Nat Adderley    | 1962 | Titelname lt. Booklet: For Lily                         |
| Can You Handle It                          | Graham Central Station        | 1974 |                                                         |
| Mothership Connection (Star Child)         | Parliament                    | 1975 | Titelname lt. Booklet: Star Child/Mothership Connection |
| I Know You Got Soul                        | Bobby Byrd / James Brown      | 1971 |                                                         |
| Se Eu Quiser Falar Com Deus                | Gilberto Gil                  | 1980 |                                                         |
| (You Caught Me) Smiling                    | Sly & the Family Stone        | 1971 | Titelname lt. Booklet: You Caught Me Smiling Again      |
| That’s the Way of the World                | Earth, Wind and Fire          | 1975 |                                                         |
| No Dia em que Eu Vim-Me Embora             | Gilberto Gil / Caetano Veloso | 1968 |                                                         |
| Gesamt: 55                                 |                               |      |                                                         |

## Musik

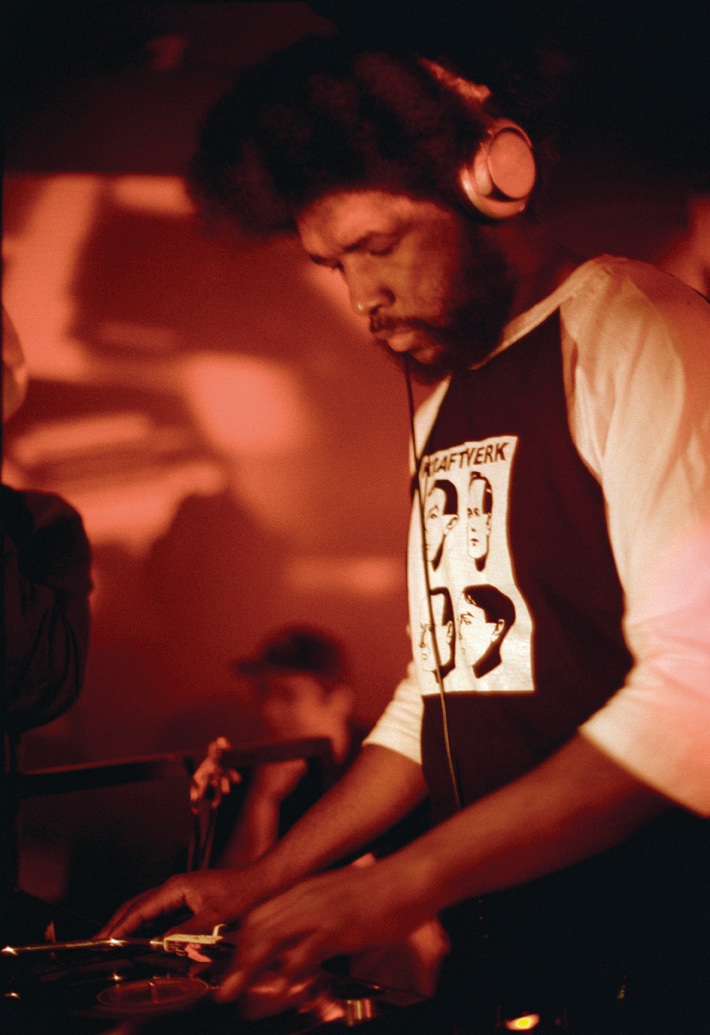
Schlagzeuger Questlove, 1999

Die Musik der Alben zählt zu den Genres Contemporary R&B, Funk, Jazz, Pop und Rock. Prince präsentiert einen musikalischen Querschnitt aus dem Repertoire von 17 seiner bis 2002 veröffentlichten Alben, angefangen mit seinem zweiten Album Prince aus dem Jahr 1979 bis zu seinem damals aktuellen Album One Nite Alone … aus dem Jahr 2002. Von den insgesamt 36 Songs stammen mit sechs die meisten aus seinem Album The Rainbow Children. Mit den Songs Raspberry Beret (1985), Alphabet St. (1988), Nothing Compares 2 U (1990) und Diamonds and Pearls (1991) spielt Prince lediglich vier seiner bereits damals 19 US-Top-Ten-Hits.
Die sieben Songs Adore, Condition of the ♥ (Interlude), Diamonds and Pearls, Do Me, Baby, Eye Wanna B Ur Lover, One Nite Alone  … und The Beautiful Ones auf Disc 2 trägt Prince am Klavier vor, wobei er das Stück Condition of the ♥ (Interlude) als Instrumentalversion spielt.
Als Gastmusiker auf One Nite Alone… The Aftershow: It Ain’t Over! wirken George Clinton und Musiq Soulchild mit. Zudem spielt Larry Graham in dem Song Joy in Repetition E-Bass, was Prince in den Liner Notes nicht erwähnt, dafür aber in der Liveversion des Songs selbst. Es sind drei Coverversionen zu hören, bei denen Prince nicht selbst singt; in Just Friends (Sunny) übernahm Musiq Soulchild den Hauptgesang und der Song wird im Medley mit If You Want Me to Stay vorgetragen – Questlove ist dabei am Schlagzeug zu hören. We Do This singt George Clinton.
Alphabet St. ist in einer Country-and-Western-Version zu hören, und Dorothy Parker ist von lateinamerikanischen Elementen beeinflusst, wobei Sheila E. Perkussion spielt. Questlove und Sheila E. werden von Prince in den Liner Notes nicht genannt.

## Titelliste und Veröffentlichungen

### One Nite Alone… Live!
| CD-1/1                                                                                                  | Rainbow Children                  | 31. März 2002: Warner Theatre, Washington, D.C.               | 11:46 | 2001: The Rainbow Children           |
| CD-1/2                                                                                                  | Muse 2 the Pharaoh                | 11. März 2002: Murat Theatre, Indianapolis                    | 4:49  | 2001: The Rainbow Children           |
| CD-1/3                                                                                                  | Xenophobia                        | 30. April 2002: Arlene Schnitzer Concert Hall, Portland       | 12:39 | 2002: One Nite Alone… Live!          |
| CD-1/4                                                                                                  | Extraordinary                     | 30. April 2002: Arlene Schnitzer Concert Hall, Portland       | 5:02  | 1999: The Vault … Old Friends 4 Sale |
| CD-1/5                                                                                                  | Mellow                            | 11. März 2002: Murat Theatre, Indianapolis                    | 4:30  | 2001: The Rainbow Children           |
| CD-1/6                                                                                                  | 1+1+1 Is 3                        | 6. April 2002: Lakeland Civic Center Youkey Theater, Lakeland | 6:05  | 2001: The Rainbow Children           |
| CD-1/7                                                                                                  | The Other Side of the Pillow      | 11. März 2002: Murat Theatre, Indianapolis                    | 4:46  | 1997: The Truth                      |
| CD-1/8                                                                                                  | Strange Relationship              | 11. März 2002: Murat Theatre, Indianapolis                    | 4:12  | 1987: Sign “☮” the Times             |
| CD-1/9                                                                                                  | When U Were Mine                  | 20. April 2002: Kodak Theatre, Los Angeles                    | 3:47  | 1980: Dirty Mind                     |
| CD-1/10                                                                                                 | Avalanche                         | 30. April 2002: Arlene Schnitzer Concert Hall, Portland       | 6:04  | 2002: One Nite Alone …               |
| CD-2/1                                                                                                  | Family Name                       | 30. April 2002: Arlene Schnitzer Concert Hall, Portland       | 7:17  | 2001: The Rainbow Children           |
| CD-2/2                                                                                                  | Take Me with U a                  | 24. April 2002: Paramount Theatre, Oakland                    | 2:54  | 1984: Purple Rain                    |
| CD-2/3                                                                                                  | Raspberry Beret                   | 30. April 2002: Arlene Schnitzer Concert Hall, Portland       | 3:26  | 1985: Around the World in a Day      |
| CD-2/4                                                                                                  | Everlasting Now                   | 30. April 2002: Arlene Schnitzer Concert Hall, Portland       | 7:41  | 2001: The Rainbow Children           |
| CD-2/5                                                                                                  | One Nite Alone …                  | 29. April 2002: Paramount Theatre, Seattle                    | 1:12  | 2002: One Nite Alone …               |
| CD-2/6                                                                                                  | Adore                             | 14. April 2002: Verizon Wireless Theater, Houston             | 5:33  | 1987: Sign “☮” the Times             |
| CD-2/7                                                                                                  | Eye Wanna B Ur Lover              | 30. April 2002: Arlene Schnitzer Concert Hall, Portland       | 1:22  | 1979: Prince                         |
| CD-2/8                                                                                                  | Do Me, Baby                       | 14. April 2002: Verizon Wireless Theater, Houston             | 1:56  | 1981: Controversy                    |
| CD-2/9                                                                                                  | Condition of the ♥ (Interlude)    | 14. April 2002: Verizon Wireless Theater, Houston             | 0:39  | 1985: Around the World in a Day      |
| CD-2/10                                                                                                 | Diamonds and Pearls               | 30. April 2002: Arlene Schnitzer Concert Hall, Portland       | 0:41  | 1991: Diamonds and Pearls            |
| CD-2/11                                                                                                 | The Beautiful Ones                | 30. April 2002: Arlene Schnitzer Concert Hall, Portland       | 2:10  | 1984: Purple Rain                    |
| CD-2/12                                                                                                 | Nothing Compares 2 U              | 30. April 2002: Arlene Schnitzer Concert Hall, Portland       | 3:48  | 1993: The Hits/The B-Sides           |
| CD-2/13                                                                                                 | Free                              | 29. April 2002: Paramount Theatre, Seattle                    | 1:06  | 1982: 1999                           |
| CD-2/14                                                                                                 | Starfish and Coffee b             | 29. April 2002: Paramount Theatre, Seattle                    | 1:07  | 1987: Sign “☮” the Times             |
| CD-2/15                                                                                                 | Sometimes It Snows in April       | 29. April 2002: Paramount Theatre, Seattle                    | 2:41  | 1986: Parade                         |
| CD-2/16                                                                                                 | How Come U Don’t Call Me Anymore? | 30. April 2002: Arlene Schnitzer Concert Hall, Portland       | 5:07  | 1982: B-Seite der Single 1999        |
| CD-2/17                                                                                                 | Anna Stesia                       | 19. April 2002: Kodak Theatre, Los Angeles                    | 13:12 | 1988: Lovesexy                       |
| Spieldauer: 125:47 min.                                                                                 |                                   |                                                               |       |                                      |
| Autor aller Songs ist Prince a Autor: Prince and The Revolution b Liedtext: Prince und Susannah Melvoin |                                   |                                                               |       |                                      |

- Die Verwendung des englischen Pronomens „I“ („Ich“) stilisierte Prince seit 1988 in fast allen Songs als „Augen-Symbol“.

One Nite Alone… Live! wurde von Prince am 24. November 2002 veröffentlicht. Das Livealbum erschien als Doppel-CD in einem Boxset, zusammen mit der Live-CD One Nite Alone… The Aftershow: It Ain’t Over!. Außerdem enthält das Boxset das im Mai 2002 herausgebrachte Studioalbum One Nite Alone sowie ein ausfaltbares Poster im Format 24 cm × 36 cm, auf dem Prince Gitarre spielend zu sehen ist. Allerdings war das Boxset nur für registrierte Mitglieder seiner damaligen Website NPG Music Club.com käuflich zu erwerben.
Am 17. Dezember 2002 wurde das Boxset auch über den branchenfernen Vertrieb MP Media veröffentlicht, jedoch ohne die CD One Nite Alone und Poster. Am 7. Juni 2016, Prince’ 58. Geburtstag und damit knapp sieben Wochen nach seinem Tod, konnte das Boxset vorübergehend bei Tidal kostenpflichtig heruntergeladen werden.
Am 29. Mai 2020 brachte The Prince Estate One Nite Alone… Live! als Vierfachalbum auf LP und One Nite Alone… The Aftershow: It Ain’t Over! als Doppel-LP heraus, die alle in lilafarbenem Vinyl erhältlich sind. Außerdem erschien das 4-CD-Boxset Up All Nite with Prince: The One Nite Alone Collection, in dem sich beide Livealben und sowie das Album One Nite Alone befinden. Zudem ist die DVD Live at the Aladdin Las Vegas beigefügt.
Das Aufnahmedatum von 1+1+1 Is 3 wird im Booklet fälschlich als 4. April 2002 in Lakeland angegeben, doch dieses Konzert fand am 6. April 2002 statt. Vier Songs werden anders buchstabiert als auf Prince’ früheren Alben: Condition of the Heart als Condition of the ♥ (Interlude), der Song I Wanna Be Your Lover als Eye Wanna Be Ur Lover, das Stück The Everlasting Now nur als Everlasting Now und When You Were Mine als When U Were Mine.

### One Nite Alone… The Aftershow: It Ain’t Over!
| 1 | Joy in Repetition                                                                | 10. April 2002: The World (WWF), New York City     | 10:56 | 1990: Graffiti Bridge                                                           |
| 2 | We Do This (Hauptgesang: George Clinton) c                                       | 10. April 2002: The World (WWF), New York City     | 4:41  | 2003: Jersey Girl von Sativa                                                    |
| 3 | Just Friends (Sunny) d / If You Want Me to Stay e (Hauptgesang: Musiq Soulchild) | 10. April 2002: The World (WWF), New York City     | 4:26  | 2000: Aijuswanaseing von Musiq Soulchild 1973: Fresh von Sly & the Family Stone |
| 4 | 2 Nigs United 4 West Compton                                                     | 20. April 2002: The Highlands Hollywood, Hollywood | 6:05  | 1994: Black Album                                                               |
| 5 | Alphabet Street                                                                  | 20. April 2002: The Highlands Hollywood, Hollywood | 2:55  | 1988: Lovesexy                                                                  |
| 6 | Peach (Xtended Jam)                                                              | 1. Mai 2002: Roseland Theater, Portland            | 11:19 | 1993: The Hits/The B-Sides                                                      |
| 7 | Dorothy Parker                                                                   | 21. April 2002: House of Blues, Los Angeles        | 6:17  | 1987: Sign “☮” the Times                                                        |
| 8 | Girls & Boys                                                                     | 20. April 2002: The Highlands Hollywood, Hollywood | 6:59  | 1986: Parade                                                                    |
| 9 | The Everlasting Now (vamp)                                                       | 20. April 2002: The Highlands Hollywood, Hollywood | 1:49  | 2001: The Rainbow Children                                                      |
| Spieldauer: 55:41 min. |                                                                                  |                                                    |       |                                                                                 |
| Autor aller Songs ist Prince c Autor: George Clinton und seine Enkelin Sativa d Autor: Musiq Soulchilde Autor: Sly & the Family Stone |                                                                                  |                                                    |       |                                                                                 |

Als CD ist One Nite Alone… The Aftershow: It Ain’t Over! nur in Kombination mit One Nite Alone… Live! erhältlich. Auf LP kann die Aftershow erst seit Mai 2020 separat erworben werden.
Auch auf der Live-CD werden vier Songs anders buchstabiert als bei ihrer Originalveröffentlichung: Alphabet St. ist in Alphabet Street geändert, Peach ist in Peach (Xtended Jam) umbenannt, The Ballad of Dorothy Parker heißt nur Dorothy Parker und The Everlasting Now ist in The Everlasting Now (vamp) geändert.
Da Prince seine Aftershows immer erst nach Mitternacht spielte, müsste im Booklet das Datum der Aftershow nach dem Konzert im The World (WWF) eigentlich als 10. April 2002 angegeben werden, was aber nicht der Fall ist; sie wird fälschlich auf den 9. April datiert. Das Gleiche gilt für das Aufnahmedatum von Peach (Xtended Jam); auch diese Aftershow in Portland spielte Prince nach Mitternacht, also am 1. Mai 2002 und nicht am 30. April, wie im Booklet zu lesen ist. Zudem ist das Aufnahmedatum von Dorothy Parker als 20. April 2002 im The Highlands Hollywood angegeben, was aber nicht stimmen kann, weil Prince an diesem Datum diesen Song nicht spielte. Dafür aber am 21. April 2002 im House of Blues in Kalifornien, weswegen die Vermutung nahe liegt, dass die Aufnahme von diesem Datum stammt.
Die drei Songs If You Want Me to Stay, Just Friends (Sunny) und We Do This stammen nicht von Prince; das Stück If You Want Me to Stay schrieben Sly & the Family Stone, die es im Jahr 1973 auf ihrem Album Fresh veröffentlichten. Den Song Just Friends (Sunny) komponierte Musiq Soulchild, der ihn im Jahr 2000 auf seinem Album Aijuswanaseing (sprich: „I Just Wanna Sing“) herausbrachte. Zudem ist er auf dem Soundtrack zum Film Familie Klumps und der verrückte Professor (2000) enthalten. We Do This war ein damals unveröffentlichter, von George Clinton geschriebener Song, bei dem dieser auch den Hauptgesang übernahm. Seine Enkelin LaShonda Clinton (* 1978) veröffentlichte das Stück unter ihrem Künstlernamen „Sativa“ als I Do, Do This im Jahr 2003 auf ihrem Album Jersey Girl.

### Singles
Singles wurden nicht ausgekoppelt, aber im Mai 2002 erschien in den USA mit One Nite Alone… Live-EP eine Promo-CD-Single, auf der die fünf Songs Xenophobia, Muse 2 the Pharaoh, Mellow, The Other Side of the Pillow und Strange Relationship zu hören sind. Alle Stücke stammen von dem Livekonzert am 11. März 2002 im Murat Theatre in Indianapolis, womit von dem Song Xenophobia eine weitere Liveversion existiert, da die Version auf One Nite Alone… Live! am 30. April 2002 in der Arlene Schnitzer Concert Hall in Portland aufgenommen wurde.
Im Sommer 2003 wurde die Promo-CD-Single Live at the Aladdin Las Vegas an US-Radiosender verschickt, um die gleichnamige DVD zu bewerben. Der Sampler enthält die vier Songs Pop Life, Gotta Broken Heart Again, Strange Relationship und Sometimes It Snows in April, die alle von dem Livekonzert am 15. Dezember 2002 im Aladdin Theatre for the Performing Arts in Las Vegas stammen.

### DVD: Live at the Aladdin Las Vegas
Am 12. August 2003 veröffentlichte Prince die Direct-to-Video-DVD mit Namen Live at the Aladdin Las Vegas. Die DVD ist ein Mitschnitt eines Livekonzerts, das er am 15. Dezember 2002 im Aladdin Theatre for the Performing Arts in Las Vegas in Nevada gab. Zwar spielte er dieses Konzert nicht im Rahmen seiner One-Nite-Alone-Tour, aber die Setlist stammt aus dieser Tournee. Die Gesamtlänge des Konzerts betrug 180 Minuten, doch Prince veröffentlichte nur 15 Songs, weswegen die DVD lediglich 81 Minuten lang ist. Neben Maceo Parker und Sheila E. wirkt auch Nikka Costa als Gastmusikerin mit. Auf Blu-ray Disc ist das Konzert bisher heute (2025) nicht erschienen.

## Mitwirkende

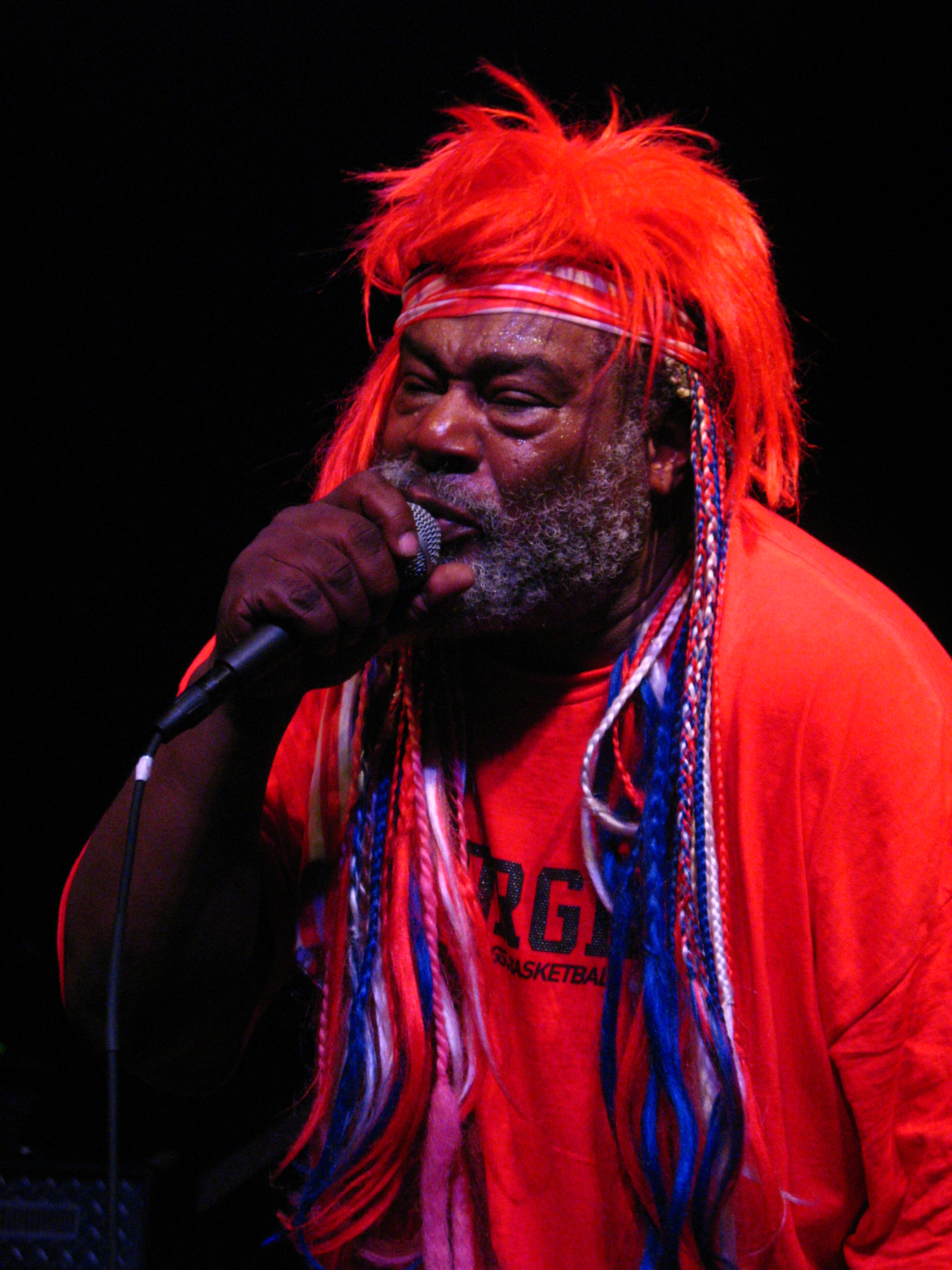
George Clinton, 2007

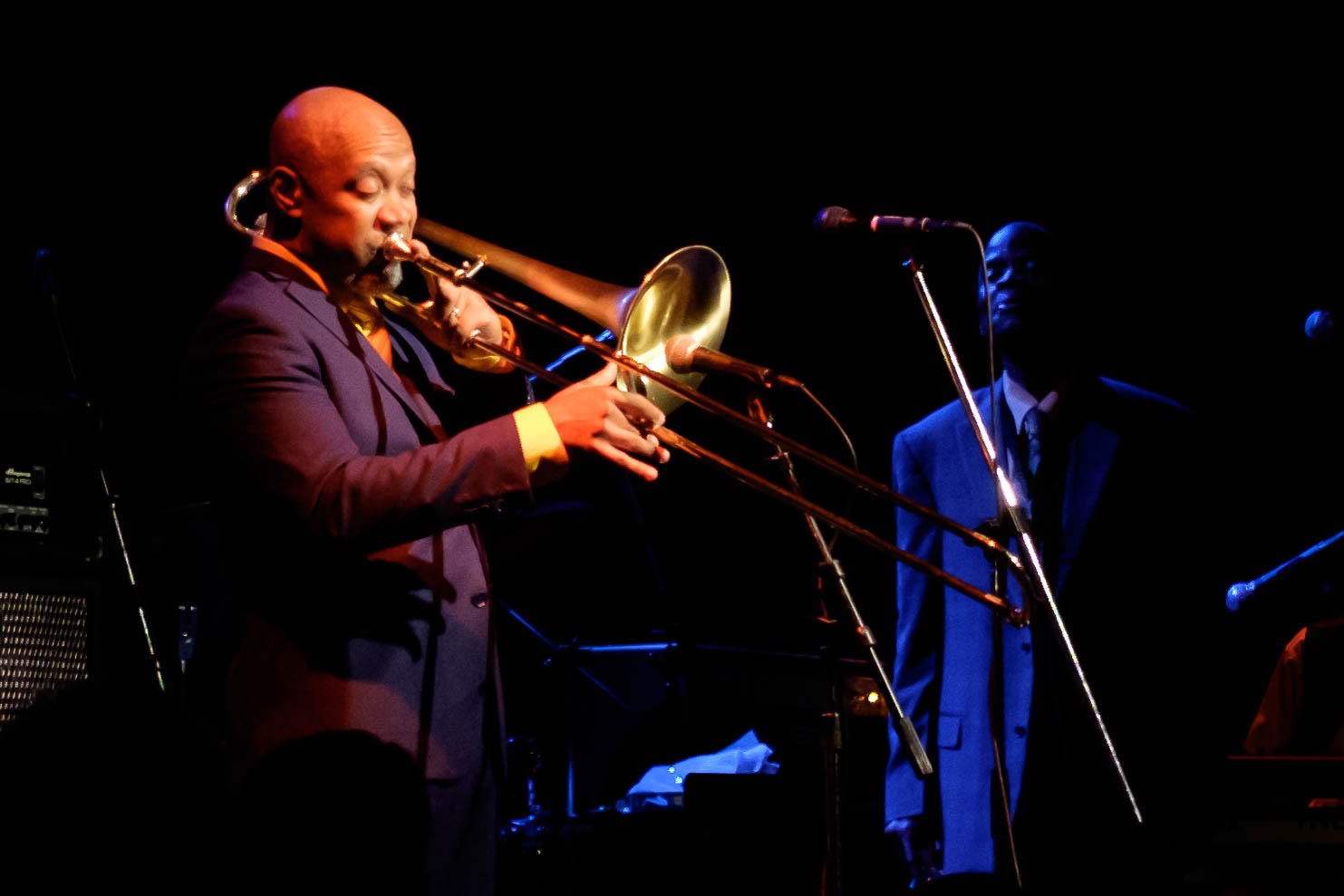
Posaunist Greg Boyer und im Hintergrund Maceo Parker, 2015

### Musiker
Bis auf Just Friends (Sunny), If You Want Me to Stay und We Do This wurden alle Songs von Prince arrangiert, komponiert, produziert und vorgetragen. Folgende Personen begleiteten ihn bei den Livekonzerten:
- Candy Dulfer – Backing Vocals, Saxophon
- George Clinton – Hauptgesang in We Do This
- Greg Boyer – Posaune
- John Blackwell – Schlagzeug
- Larry Graham – E-Bass in Joy in Repetition
- Maceo Parker – Backing Vocals, Saxophon
- Musiq Soulchild – Hauptgesang in Just Friends (Sunny) / If You Want Me to Stay
- Najee – Flöte, Saxophon
- Questlove – Schlagzeug in Just Friends (Sunny) / If You Want Me to Stay
- Renato Neto – Keyboard
- Rhonda Smith – Backing Vocals, E-Bass

### Technisches Personal
- Prince – Toningenieur
- Afshin Shahidi – Fotografie
- Armour Photography (als „Jake Armour“) – Fotografie (Frontcover)
- Femi Jiya – Overdub-Toningenieur
- Inam – Fotografie
- Joseph Lepinski – Overdub-Toningenieur
- Per Breiehagen – Fotografie
- Sam Jennings – Albumdesign
- Scott Pakulski (als „Scottie P.“) – Direct-to-DAT-Toningenieur

## Rezensionen
| Professionelle Bewertungen      | Professionelle Bewertungen |
| ------------------------------- | --- |
| Kritiken                        | |
| Quelle                          | Bewertung |
| AllMusic                        | Sternsymbol · Sternsymbol · Sternsymbol · Sternsymbol · Sternsymbol                                                                       |
| Pitchfork Media                 | Sternsymbol · Sternsymbol · Sternsymbol · Sternsymbol · Sternsymbol · Sternsymbol · Sternsymbol · Sternsymbol · Sternsymbol · Sternsymbol |
| Rolling Stone (USA)             | Sternsymbol · Sternsymbol · Sternsymbol · Sternsymbol · Sternsymbol                                                                       |
| Star Tribune                    | Sternsymbol · Sternsymbol · Sternsymbol · Sternsymbol                                                                                     |
| Wilson & Alroy’s Record Reviews | Sternsymbol · Sternsymbol · Sternsymbol · Sternsymbol · Sternsymbol                                                                       |

Massenmedien waren an dem Boxset im Jahr 2002 nur gering interessiert. Aber Musikkritiker bewerteten es überwiegend positiv, wobei vor allem das Doppelalbum One Nite Alone… Live! gelobt wurde, weil dieses Prince’ Live-Qualitäten gut dokumentiere. Außerdem vertraten einige Kritiker die Meinung, die damalige Besetzung von The New Power Generation sei eine der besten, die sie jemals gehabt habe.
Chris Riemenschneider und Jon Bream von Star Tribune waren begeistert und gaben dreieinhalb von vier Sternen. Sie bezeichneten das Boxset als „äußerst lohnend“, weil es „die Brillanz“ und „den Genuss“ eines Prince-Konzerts einfange. Die Aftershow, bei der es sich um „Musikalität und Geist auf höchstem Niveau“ handle, beschrieben sie als „super funky“. Als besten Song vom Boxset wählten die beiden Nothing Compares 2 U aus.
Die beiden Musikkritiker David Wilson und John Alroy gaben vier von fünf Sternen. Zwar sei „das lange Solo-Piano-Set“ von Prince auf Disc 2 „ein bisschen viel“, baue aber „die Vorfreude auf den größten Leckerbissen der Sammlung auf“, nämlich One Nite Alone… The Aftershow: It Ain’t Over!. Diese CD enthalte „umwerfende Funk-Rock-Jams“ und sei „das bisher reinste Dokument von Prince’ Freude am und Talent für das Spielen, ohne irgendwelche hochtrabenden Konzepte oder Kopfspiele“.
Seth Colter Walls von Pitchfork Media bewertete nur die CD One Nite Alone… The Aftershow: It Ain’t Over! und gab 8,6 von 10 Punkten. Die Live-CD sei „ein Highlight in Prince’ Diskografie“ und die Zusammenarbeit zwischen ihm und George Clinton im Song We Do This bezeichnete Colter als „das überzeugendste Treffen zwischen den beiden Künstlern“. Die Stimmung im Stück 2 Nigs United 4 West Compton wirke „jubelnd und feierlich“ und werde aufgrund von The New Power Generation „in etwas weniger Nerviges“ verwandelt als Prince’ Studioversion auf dem Black Album. Der Track Alphabet St. werde „lebhaft“ vorgetragen und mit Peach (Xtended Jam) erinnere Prince den Zuhörer daran, dass er nicht in einer großen Arena spiele, sondern in einem kleinen Club.
Matt Thorne, Autor mehrerer Prince-Bücher, zeigte sich von Disc 1 begeistert; diese gehöre „zum Besten, was Prince je veröffentlicht“ habe. Er greife „auf gänzlich originelle Weise immer wieder auf seinen Backkatalog zurück“. Dagegen sei auf Disc 2 lediglich der Opener Family Name „die einzig brillante Einspielung“. Abgesehen von Everlasting Now und One Nite Alone… höre man auf dieser Disc „nur noch Oldies“. Das Stück Anna Stesia beginne zwar ebenfalls „brillant“, aber am Ende ruiniere Prince alles, „weil er sein Publikum moralisierend beschimpft, da dieses seinem Musikclub [NPG Music Club.com] nicht“ beitrete.
Von One Nite Alone… The Aftershow: It Ain’t Over! war Thorne sehr enttäuscht, weil Prince „alte Songs in Versionen“ spiele, „die nicht an die Originale“ heranreichten; beispielsweise könne 2 Nigs United 4 West Compton „alles sein“, weil man das Stück nicht wiedererkenne. Das Gleiche gelte für Peach (Xtended Jam), „zumindest, wenn man es mit der eingespielten Version“ vergleiche. Zudem sei die Liveversion von Dorothy Parker „langweilig“ und Girls & Boys verwandle „sich nach kurzer Zeit auch in einen langweiligen Jam“, weil „kaum noch Ähnlichkeit mit dem Original“ bestehe. Als Zuschauer in einer Prince-Aftershow live im Publikum „‘It Ain’t Over’ mitzugrölen’“ bringe zwar Spaß, aber „zu Hause möchte ich es nur noch bis zum Ende vorspulen und ‘Endlich! Jetzt ist es vorbei’ rufen“.
Jason Draper, ebenfalls Autor mehrerer Prince-Bücher, lobte One Nite Alone… Live! als „eine der besten Prince-Touren seit Jahren“. Die CD One Nite Alone… The Aftershow: It Ain’t Over! bestehe aus „verlängerten Re-Arrangements von alten Songs“ und sei „ein Mix aus Funk-Jams“. Die drei Coverversionen bezeichnete er aber als „unbedeutend“ und „die Magie“ würde sich „nicht recht auf CD übertragen“.
Stephen Thomas Erlewine von AllMusic zeigte sich enttäuscht und gab zweieinhalb von fünf Sternen. Man solle sich Prince’ „Warnung“ im Song Xenophobia „zu Herzen nehmen“: „Wenn ihr erwartet, dass ihr ‘Purple Rain’ hört, seid ihr im falschen Haus“. Seine Begleitband The New Power Generation „ist sicherlich gut“ und ihr Sound „ist belebend“, aber nur „für eine kurze Zeit“; die Auftritte „werden schnell anstrengend“. Prince behandele seine älteren, „besseren Stücke wie Unannehmlichkeiten“ und sei „so engagiert in seiner neuen Richtung“, dass er sich nicht die Mühe mache, „sein Publikum auf halbem Weg zu treffen“. Diese „Probleme“ würden auf One Nite Alone… The Aftershow: It Ain’t Over! aber gemildert, weil „die älteren Stücke manchmal auf den Kopf gestellt“ werden – die ursprüngliche Struktur von Girls & Boys werde „wie eine Andeutung behandelt“ und Alphabet St. „im Eiltempo durchgespielt“, was zu einem „interessanten Hörerlebnis“ führe, auch wenn die „auffällige Professionalität“ von The New Power Generation abermals „ein wenig anstrengend“ wirke.
Der The Rolling Stone Album Guide war auch enttäuscht und verteilte ebenfalls nur zweieinhalb von fünf Sternen. Das US-Musikmagazin beschrieb One Nite Alone… Live! als „nicht perfekt, aber einiges von dem neu arrangierten älteren Material“ strahle.

## Kommerzieller Erfolg

### Chartplatzierungen
One Nite Alone… Live!
| ChartsChartplatzierungen | Höchstplatzierung | Wochen |
| ------------------------ | ----------------- | ------ |
| Deutschland (GfK)        | 58 (1 Wo.)        | 1      |
| Schweiz (IFPI)           | 36 (1 Wo.)        | 1      |

Im Jahr 2002 gelangte das Livealbum nicht in die Charts. Erst im Juni 2020 konnte es sich in Deutschland und in der Schweiz platzieren, als es von The Prince Estate erneut veröffentlicht wurde. Zudem erreichte es Platz 144 in Belgien und Platz 188 in Frankreich, in anderen Ländern platzierte sich One Nite Alone… Live! nicht.
Up All Nite with Prince: The One Nite Alone Collection
| ChartsChartplatzierungen | Höchstplatzierung | Wochen |
| ------------------------ | ----------------- | ------ |
| Deutschland (GfK)        | 30 (1 Wo.)        | 1      |
| Schweiz (IFPI)           | 61 (1 Wo.)        | 1      |

Das Boxset erzielte im Juni 2020 die jeweilige Höchstplatzierung. Außerdem erreichte es Platz 38 in den Niederlanden und Platz 114 in Frankreich, in anderen Ländern konnte es sich nicht platzieren.

### Musikverkäufe
One Nite Alone… Live! wurde ungefähr 30.000 Mal verkauft.